# Мохамед, Мохаммед Абдулла
Мохаммед Абдулла Хассан Мохамед (араб. محمد عبد الله حسن محمد‎; род. 2 декабря 1978, Дубай) — футбольный судья из ОАЭ. Арбитр ФИФА с 2010 года.

## Карьера
Мохаммед Абдулла Мохамед начинал как футболист, однако после того, как в роли главного арбитра на Чемпионате мира он увидел своего соотечественника Али Буджсаима, также решил посвятить себя судейству.
В 2010 году Мохамеду была присвоена международная категория ФИФА. В 2013 он впервые отсудил матчи Лиги чемпионов АФК, а также принял участие в I молодёжном чемпионате Азии по футболу. Спустя два года работал на матчах юношеского первенства планеты и провёл две игры на Кубке Азии. В 2017 году был назначен главным арбитром финала Кубка АФК, а также отсудил три игры на чемпионате мира среди игроков не старше 20 лет.
17 ноября 2017 года Международной федерацией футбола был включён в предварительный список судей, которые могли бы обслужить игры чемпионата мира 2018, а 30 марта 2018 года попал в окончательный список арбитров турнира.
В мае 2022 года ФИФА назначила его одним из 36 главных судей чемпионата мира по футболу 2022 года в Катаре.

### Чемпионат мира 2018 года
| Стадия         | Дата         | Место        | Команда 1 | Команда 2 | Результат |
| -------------- | ------------ | ------------ | --------- | --------- | --------- |
| Групповой этап | 21 июня 2018 | Екатеринбург | Франция   | Перу      | 1:0 (1:0) |

### Чемпионат мира 2022 года
| Стадия         | Дата           | Место                  | Команда 1 | Команда 2  | Результат | Предупреждён | Red card | Пенальти       |
| -------------- | -------------- | ---------------------- | --------- | ---------- | --------- | ------------ | -------- | -------------- |
| Групповой этап | 23 ноября 2022 | Эль-Тумама, г.Доха     | Испания   | Коста-Рика | 7:0 (3:0) | 0 - 2        | 0 - 0    | 31′ (пен.) - 0 |
| Групповой этап | 28 ноября 2022 | Эль-Вакра, г.Эль-Вакра | Камерун   | Сербия     | 3:3 (1:2) | 2 - 2        | 0 - 0    | 0 - 0          |